# Paleuh Pulo
Paleuh Pulo is een bestuurslaag in het regentschap Aceh Besar van de provincie Atjeh, Indonesië. Paleuh Pulo telt 392 inwoners (volkstelling 2010).